# Брахікефалізація
Брахікефалізація (від дав.-гр. βραχύς «короткий» і ϰεφαλή «голова») — процес зміни форми голови людини в сторону високих значень черепного покажчика, що протікає в тих чи інших популяціях протягом певного періоду часу. Результатом цього процесу є поступове розширення і округлення черепної коробки. Протиставляється доліхокефалізації — процесу зниження значень головного покажчика.
Брахікефалізація в ряду таких процесів тривалої зміни антропологічних ознак і властивостей людини, як грациалізація або епохальна акселерація відноситься до процесів епохальної мінливості. Як і більшість подібних процесів брахікефалізація фіксується за даними вивчення палеоантропологічних матеріалів. Так, дослідження викопаних решток людини в палеоліті показують абсолютне переважання в цю епоху у людей доліхокефалії. Мезобрахікранні черепи з'являються тільки в пізньому палеоліті — в Солютрі. В знахідках неолітичного періоду відзначається все більша зміна розмірів черепів в сторону брахікранних значень. У матеріалі неолітичних розкопок представлені вже цілі серії брахікранних черепів. Пізніше, в середньовіччі, починаючи з другої половини 2-го тисячоліття н. е., темпи брахікефалізації помітно прискорюються. Тим часом в деяких регіонах планети з 1950—1970-х років стала відзначатися дебрахікефалізація — значення головного покажчика стали повертатися до більш низьких показників.
Брахікефалізація спостерігається у великої кількості людських груп і популяцій, спадкоємність змін яких простежується протягом тривалого часу. Найбільш широко брахікефалізація відзначається на території Північної Євразії. Менш поширений цей процес в Північній Америці (серед індіанців), на Близькому Сході і в Північній Африці. Ряд областей брахікефалізація практично не торкнулася — в основному це тропічні регіони Південної Азії і Океанії, а також регіони Африки, населені представниками негроїдної раси. На противагу брахікефалізації, зворотний їй процес — доліхокефалізація, зустрічається у людей порівняно рідко.
Є ряд припущень, що пояснюють причини брахікефалізації, але загальновизнаної гіпотези в сучасній антропології немає. Брахікефалізація, найімовірніше, є частиною еволюційного процесу сферизації черепу.